# Сифэн (Телин)
Сифэ́н (кит. упр. 西丰, пиньинь Xīfēng) — уезд городского округа Телин провинции Ляонин (КНР).

## История
В 1619 году основатель маньчжурского государства Нурхаци зарезервировал эту местность под императорские охотничьи угодья. С 1896 года здесь разрешили селиться переселенцам и в 1906 году был образован уезд. В связи с тем, что реки здесь текут на запад, а места богаты дарами природы, они и получили название «Си фэн» — «Западное богатство».

## Административное деление
Уезд Телин делится на 12 посёлков и 6 национальных волостей (Дэсин-Маньчжурская национальная волость, Инчан-Маньчжурская национальная волость, Миндэ-Маньчжурская национальная волость, Хэлун-Маньчжурская национальная волость, Цзиньсин-Маньчжурская национальная волость, Чэнпин-Маньчжурская национальная волость).

## Соседние административные единицы
Уезд Сифэн на юго-западе граничит с районом Цинхэ, на юге и западе — с городским уездом Кайюань, на востоке — с городским округом Фушунь, на севере — с провинцией Гирин.